# Cerdistus celaenophanes
Cerdistus celaenophanes är en tvåvingeart som beskrevs av Emile Janssens 1968. Cerdistus celaenophanes ingår i släktet Cerdistus och familjen rovflugor. Inga underarter finns listade i Catalogue of Life.